# Resolutie 1101 Veiligheidsraad Verenigde Naties
Resolutie 1101 van de Veiligheidsraad van de Verenigde Naties werd op 28 maart 1997 aangenomen door de VN-Veiligheidsraad met 14 stemmen voor en onthouding van China.

## Achtergrond
Nadat Albanië begin 1991 het communisme achter zich liet werd de economie geliberaliseerd. Die economie kwam vervolgens in de greep van een ponzifraudesysteem dat begin 1997 in elkaar stortte. Een groot deel van de Albanese bevolking was haar spaargeld kwijt en kwam op straat tegen de overheid die verantwoordelijk werd gehouden. De situatie ontaardde via gewelddadige oncontroleerbare rellen tot een anarchie in het hele land. Later dat jaar keerde de rust terug na buitenlandse interventies, gevolgd door nieuwe verkiezingen.

## Inhoud

### Waarnemingen
De situatie in Albanië ging achteruit. De OVSE en de EU probeerden tot een vreedzame oplossing te komen. De crisis in Albanië was een bedreiging voor de vrede en veiligheid in de regio.

### Handelingen
Al het geweld werd veroordeeld en er werd opgeroepen het onmiddellijk te stoppen. Een aantal lidstaten hadden aangeboden een beperkte multinationale beschermingsmacht te sturen voor de humanitaire hulpverlening. Een lidstaat – Italië – had aangeboden de leiding ervan op zich te nemen. De Veiligheidsraad autoriseerde de lidstaten om die operatie – Operatie Alba – op onpartijdige wijze te volbrengen en om zich van de veiligheid en bewegingsvrijheid van de troepen te verzekeren. De operatie mocht drie maanden duren. Ten slotte werd de deelnemende landen gevraagd minstens om de twee weken te rapporteren, en een eerste keer binnen de veertien dagen met de modaliteiten van de operatie die met de Albanese overheid moesten worden besproken.
Lijst ·  1093 ·  1094 ·  1095 ·  1096 ·  1097 ·  1098 ·  1099 ·  1100 ·  1101 ·  1102 ·  1103 ·  1104 ·  1105 ·  1106 ·  1107 ·  1108 ·  1109 ·  1110 ·  1111 ·  1112 ·  1113 ·  1114 ·  1115 ·  1116 ·  1117 ·  1118 ·  1119 ·  1120 ·  1121 ·  1122 ·  1123 ·  1124 ·  1125 ·  1126 ·  1127 ·  1128 ·  1129 ·  1130 ·  1131 ·  1132 ·  1133 ·  1134 ·  1135 ·  1136 ·  1137 ·  1138 ·  1139 ·  1140 ·  1141 ·  1142 ·  1143 ·  1144 ·  1145 ·  1146